# Домброва (гміна Олесниця)
Домброва (пол. Dąbrowa, нім. Dammer) — село в Польщі, у гміні Олесниця Олесницького повіту Нижньосілезького воєводства.
Населення — 381 особа (2011).
У 1975-1998 роках село належало до Вроцлавського воєводства.

## Демографія
Демографічна структура станом на 31 березня 2011 року:
|          | Загалом | Допрацездатний вік | Працездатний вік | Постпрацездатний вік |
| -------- | ------- | ------------------ | ---------------- | -------------------- |
| Чоловіки | 182     | 35                 | 134              | 13                   |
| Жінки    | 199     | 48                 | 115              | 36                   |
| Разом    | 381     | 83                 | 249              | 49                   |